# Khadi

Vanwege de symboolwerking liet Gandhi het charkha-spinnewiel in de Indiase vlag opnemen. De Indiase vlag zelf mag ook alleen van khadi gemaakt worden

Khadi is handgesponnen en -geweven stof uit India. Het ruwe materiaal kan bestaan uit katoen, zijde of wol dat tot draden gesponnen wordt met een spinnewiel dat charkha genoemd wordt. Door de ambachtelijke manier van weven kreukt khadi sneller dan andere weefsels van katoen. Daarom wordt er vaak stijfsel gebruikt om de stof steviger te maken. Bovendien is er thans kreukherstellend khadi in de maak
- Doordat het zelf spinnen en weven symbool is geworden voor de Indiase strijd voor vrijheid en zelfstandigheid is khadi-textiel een belangrijk element in de Indiase cultuur geworden. Indiase politici dragen om deze reden dan ook vaak khadi.
- Khadi wordt verkocht in winkels in het gehele land.
- Van khadi worden onder andere traditionele kostuums zoals de Salwar Kameez, de Dhoti en de Kurta gemaakt.
- Na een periode waarin khadi wat minder in trek was bij de grote modehuizen zijn er sinds 2000 door een aantal modebewuste Indiase ontwerpers nieuwe initiatieven ontplooid om khadi weer onder de aandacht te brengen. Zo werden er khadi modeshows georganiseerd in dure hotels en in New Delhi en Mumbai werden moderne khadi boetieks geopend.
- Meer dan 800.000 Indiërs hebben een inkomen door het spinnen of weven van khadi. Ze krijgen daarbij enige steun van de overheid wegens het belang van deze huisindustrie voor de werkgelegenheid.
- Per jaar wordt er meer dan 100 miljoen meter katoenen, zijden en wollen khadi geproduceerd. De export naar Europa neemt ieder jaar verder toe. Toch maakte khadi in India zelf slechts 1% van de markt uit.